# Moisés Shriqui
Moisés Shiriqui Vejarano (Trinidad, Bolivia; 12 de octubre de 1942) es un militar, político y ex diputado boliviano. Ocupó también el cargo de alcalde de la ciudad de Trinidad. 

## Biografía
Moisés Shiriqui es proveniente de una de las familias influyentes del departamento del Beni, la trayectoria de Shiriqui es de uno de los muy pocos militares que hicieron política a pesar de la notoria preferencia de este sector por Hugo Banzer Suárez, fundador de Acción Democrática Nacionalista.
Shiriqui comenzó sus estudios primarios en 1947 y empezó los secundarios en 1955, saliendo bachiller en 1958 en su ciudad natal. Luego se trasladó a vivir a la ciudad de La Paz para continuar con sus estudios superiores ingresando en 1959 al Colegio Militar del Ejército, llegando a ser brigadier (entre los mejores alumnos destacados) cuando fue cadete y egresando con el grado de subteniente a sus 20 años de edad el año 1962. 
Shiriqui ejerció la carrera militar así también como sus diferentes rangos, llegando a ser teniente en 1967, ascendiendo a capitán en 1972, a mayor en 1977, a teniente coronel en 1982, a coronel en 1987 y por último llegando al grado de general en 1992, ocupando la jefatura del Estado mayor general del Ejército durante los años 1992 y 1993 y la jefatura del Estado mayor de las Fuerzas Armadas de Bolivia en 1994, jubilándose a sus 55 años de edad después de haber servido durante 35 años al ejército (1962 - 1997). 
Durante las dictaduras militares, y debido a su rango, no ocupó cargos políticos ni en ministerios o embajadas, al límite solo ocupó algún cargo cívico, como ser la presidencia del Comité de desarrollo de San Matías entre 1973 y  1974, cuando era capitán durante el primer gobierno del presidente Hugo Banzer.

## Vida política
Una vez retirado y jubilado del Ejército boliviano, Shiriqui se dedicó a la ganadería y presidió el Comité cívico de Trinidad entre los años 1995 y 1996, cargo que constituyó una buena plataforma para postularse al cargo de diputado en la circunscripción 61 (ciudad de Trinidad) en 1997 en representación de ADN.

### Diputado y alcalde
Moisés Shiriqui no tuvo dificultades mayores para imponerse en ese sólido bastión de ADN ganado con el 36.9%. Shiriqui fue posesionado como diputado de Bolivia el 6 de agosto de 1997, durante el segundo gobierno del presidente Hugo Banzer Suárez. Pero dejó la diputación para aspirar al cargo de alcalde de la ciudad de Trinidad, cargo que obtuvo en las elecciones municipales de 1999 ganando con el 35.2%. 
Shiriqui prefirió concentrarse en la política local: se ausentó de las elecciones generales de 2002, pero fue reelegido como alcalde de Trinidad en 2004 obteniendo la victoria con holgura del 44.1%, por lo que tampoco compitió en las elecciones generales de 2005. Su reelección municipal reflejó no sólo la aprobación a su gestión sino una dinámica política más general que permite a los alcaldes conseguir mayorías amplias y eventualmente cómodas reelecciones.. Shiriqui fue uno de los muchos alcaldes reelegidos en 2004.
Su hermano Samuel Shiriqui fue elegido concejal suplente de Trinidad en 1995 en la lista del Movimiento Nacionalista Revolucionario (MNR) y su hermana Clara Shiriqui fue postulada, pero sin éxito, para una diputación por Beni en los comicios de 1989 en filas del Movimiento Izquierdista Revolucionario (MIR).